# Morti nell'859
| Questa pagina contiene informazioni ricavate automaticamente dalle voci biografiche con l'ausilio del template Bio e di un bot. L'aggiornamento è periodico e automatico e ricostruisce completamente la pagina. Se manca una persona in questa lista, sei pregato di non aggiungerla, ma accertati piuttosto che la sua voce biografica contenga il template Bio e che i dati anagrafici siano correttamente compilati. Se il template Bio manca, inseriscilo tu stesso o, in alternativa, metti l'avviso {{tmp\|Bio}} che ne segnala la mancanza. Se i dati riportati sono sbagliati, correggi direttamente la voce biografica; le modifiche saranno visibili in questa lista entro pochi giorni. Per chiarimenti vedi il progetto biografie. La lista contiene solo le 6 persone che sono citate nell'enciclopedia e per le quali è stato implementato correttamente il template Bio. Pagina aggiornata al 18 ago 2025. |

- 11 marzo - Eulogio di Cordova, presbitero spagnolo
- 14 ottobre - Liupram di Salisburgo, arcivescovo tedesco
- 13 dicembre - Angilberto II, arcivescovo franco
- Laiulfo di Mantova, vescovo italiano
- Máel Gualae mac Donngaile, re irlandese
- Dhu l-Nun al-Misri, mistico e medico egiziano (n. 796)